# Шпаклёвка

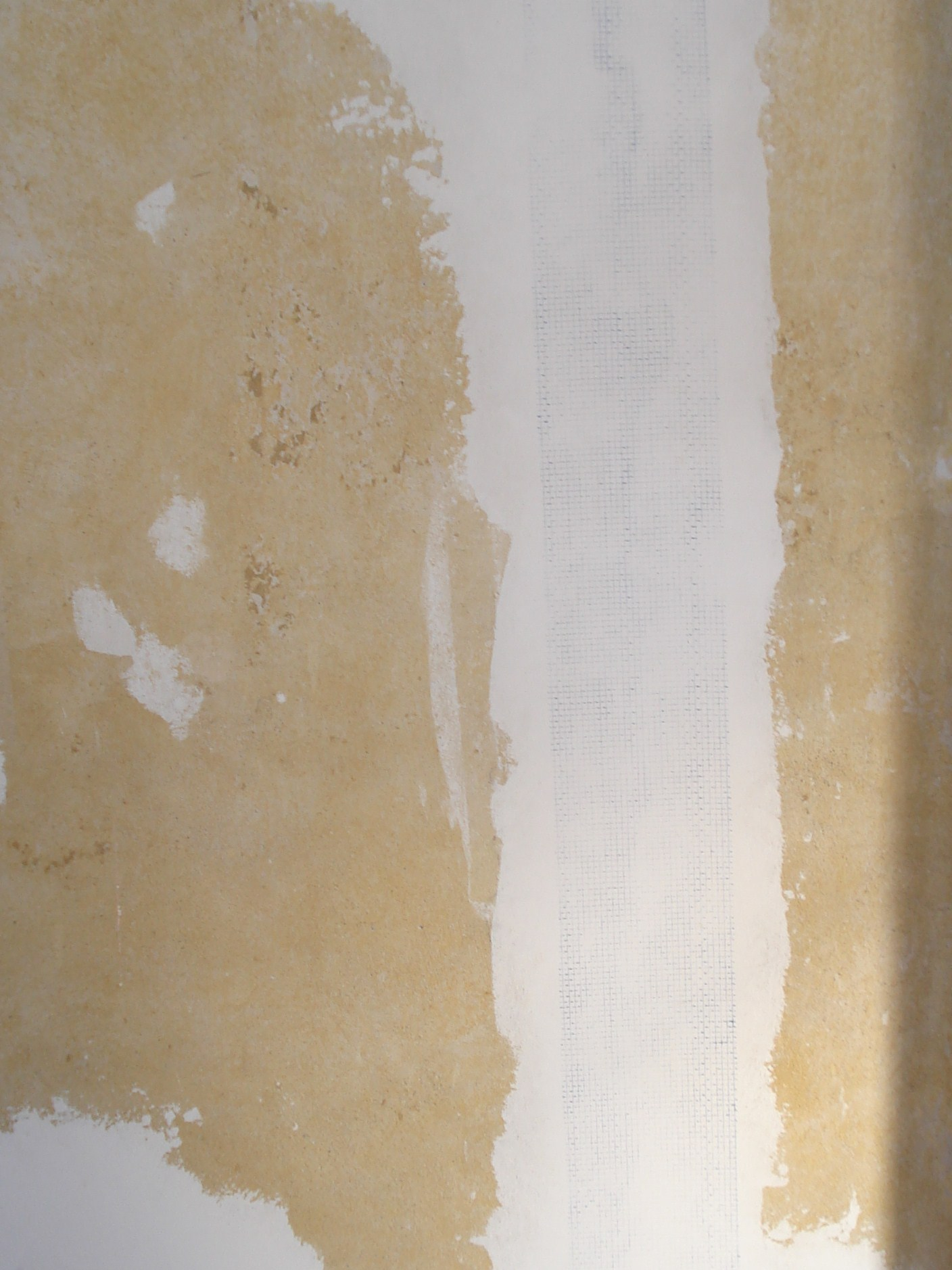
Шпаклевание стены

Шпаклёвка (спец.: шпатлёвка; от нем. Spachtel — лопатка) — пастообразный или порошковый материал, применяемый для выравнивания поверхностей перед нанесением на них материалов для отделки помещений. Шпаклёвками называют составы, применяемые для выравнивания поверхностей, которые подлежат окраске. Шпаклёвки бывают разных видов. Для их приготовления применяется хозяйственное мыло, мел, мучной клей, столярный, животный, лаки, просеянный гипс, олифы.

## Виды шпаклёвок
- Масляная шпаклёвка содержит натуральную олифу, сиккативы, мел. Такая шпаклёвка медленно сохнет, но зато имеет повышенную прочность. Применяется при подготовке полов, подоконников, оконных переплётов, наружных дверей и иных поверхностей, где возможно присутствие влаги. Масляная шпаклёвка предназначается для поверхностей, где требуется выравнивание перед покраской водно-дисперсионными, масляными красками и эмалями. Имеет высокие показатели адгезии. Используется внутри сухих и влажных помещений.
- Шпаклёвка клеевая в своем составе содержит 10 % раствор клея, олифу, мел. Благодаря олифе, шпаклёвка получается прочной, легко наносимой на поверхность.
- Шпаклёвка масляно-клеевая содержит акрилаты, олифу, воду, пластификаторы, добавки. Применяется для выравнивания дефектов потолков и стен из бетонных, деревянных и оштукатуренных поверхностей, которые затем будут красить или оклеиваться обоями. Шпаклёвка масляно-клеевая предназначена для внутренних работ.
- Шпаклёвка гипсовая
- Шпаклёвка эпоксидная
- Шпаклёвка полиэфирная
- Шпаклёвка латексная содержит кальцитовый наполнитель, акрилат, пластификаторы, воду, добавки. Применение аналогичное шпатлёвке масляно-клеевой. Только для внутренних работ.
- Шпакрил — шпатлёвка, используется для заделки плинтусов и выравнивания оштукатуренных поверхностей. Также возможно использование для наклеивания керамической плитки в сухих помещениях. При разведении водой подойдет для побелки стен и потолков кистью.
- Шпаклёвка акриловая универсальная изготавливается из химического сырья по современным технологиям. Экологически безопасна. Совмещает свойства выравнивающих составов и при этом имеет плотную мелкозернистую структуру. Шлифуется легко наждачной шкуркой. После высыхания не дает усадку и трещин. Высококачественный материал и отлично подходит для использования в домашних условиях, особенно, когда нет времени подбирать для каждого материала отдельную шпаклёвку. Используется для внутренних работ. Выравнивает оштукатуренные, гипсокартонные, бетонные, деревянные поверхности, а также используется для ремонта поврежденной штукатурки. Наносить можно как толстым, так и тонким слоем.
- Шпаклёвка фасадная акриловая устойчива к влаге и атмосфере. Применяется при наружных работах по штукатурке, бетону, дереву. Имеет отличные заполняющие и выравнивающие свойства. Не тянется за шпателем, не трескается, имеет повышенную прочность. Сохнет быстро, шлифуется легко. Характеризуется высокой пластичностью, фасадная шпатлёвка устойчива к истиранию. Почти без запаха. Экологически чистый продукт.
- Шпаклёвка на основе ПВА. Применяется для выравнивания бетонных, асбоцементных, оштукатуренных и гипсокартонных поверхностей, а также при заделывании щелей и стыков, трещин и при проведении предварительных работ под покраску и наклеивание обоев. В данной шпаклёвке содержится большое количество антисептических добавок, которые препятствуют появлению плесени и грибков. Имеет оптимальную вязкость и удобно наносится на поверхность. После высыхания шлифуется легко.

## Состав
Шпаклёвки содержат плёнкообразующие вещества, наполнители (мел, тальк, барит) и пигменты (цинковые белила, охра). Содержание плёнкообразователя в 5—12 раз больше содержания пигментов и наполнителей. Различают несколько разных по основам видов шпаклёвок: лаковые, масляные, клеевые, гипсовые шпатлёвки, основой которых служат соответственно лаки, олифы, природные клеи, гипс.

## Применение
Шпаклёвки не обеспечивают надёжного сцепления кроющих слоев покрытия с подложкой, поэтому шпаклёвки наносят обычно по слою грунтовки. Для нанесения густых шпаклёвок применяют металлический и пластиковый шпатель или кусок резины. Шпаклёвки, разбавленные небольшим количеством растворителя, можно наносить методом пневматического распыления.
При использовании шпаклёвки для заполнения отверстий, заделки стыков или заклёпочных и сварных швов наносят нескольких слоёв шпаклёвки общей толщиной рекомендуемой производителем. Высохший слой шпаклёвки необходимо хорошо шлифовать абразивной шкуркой или другими предусмотренными инструментами.
Лаковые шпаклёвки применяют главным образом в машиностроении, клеевые и масляные — преимущественно в строительстве.